# Otto von Sadovszky
Otto Joseph Rudolf Irene von Sadovszky, född 3 juli 1925, död 12 maj 2004, var en ungersk-amerikansk antropolog och språkforskare, professor i antropologi vid California State University.
Sadovszky har framlagt bevis för att upp till 80 procent av språken som använts av 19 indianstammar i Kalifornien och två stammar i Sibirien är besläktade. Släktskapen omfattar mer än 10 000 olika ord och grammatiska särdrag. Det gäller de indianer, som en gång bebodde den kaliforniska kusten från Monterey Bay till Bodega Bay och Sacramento samt San Joaquindalen, och de 6 000 manser och 17 000 chanter, som bor öster om Uralbergen.

## Publikationer
- Shamanism past and present, I-II (1989)
- Shamans and Cultures (1993)
- Fish, Symbol and Myth (1995)
- Shamanism in performing arts (1995)
- Vogul folklore (1995)
- The Discovery of California: A Cal-Ugrian Comparative Study (1996)